# 山本博巳
山本 博巳（やまもと ひろみ、1940年2月20日 - 2021年11月2日）は、日本の実業家。日立物流名誉相談役、元社長。世界貿易センタービルディング役員。

## 経歴
山口県山口市出身。1962年に山口大学経済学部卒業。同年、日立物流に入社。同社取締役、同社常務などを経て1998年6月、同社専務取締役。2003年2月、同社長。同社名誉相談役山口大学理事及び同大経済学部鳳陽会理事長。世界貿易センタービルディングの役員だった。
2021年11月2日、病気のため死去。81歳没。

## 業績・人物
時代の最先端サービスである「システム物流」を強力に進める。社長に就任した際、トップとして企業の未来を見据えると同時に、自ら交渉の現場へ奔走。人材が一番大切であり、金太郎飴社員は求めずとし、挑戦と個性を持った社員の育成に貢献。